# Collegio della Sorbona

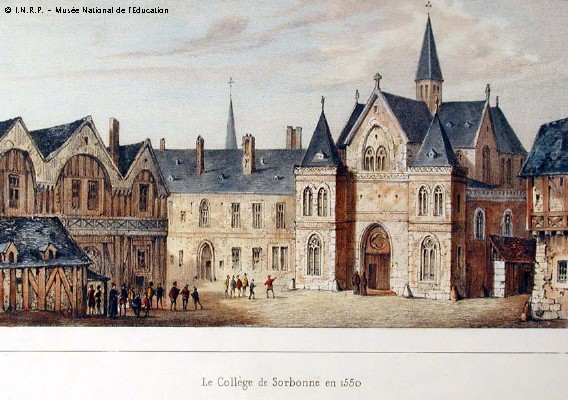
Il Collegio della Sorbona nel 1550

Il Collegio della Sorbona (in francese: Collège de Sorbonne) fu una scuola teologica dell'Università di Parigi fondata  nel 1253 (e confermata nel 1257) da Robert de Sorbon (1201-1274), da cui prese il nome.

## Storia
Insieme agli altri collegi parigini, la stessa Sorbona venne sciolta con decreto del 5 aprile 1792, dopo la Rivoluzione francese. Fu aperta di nuovo nel 1808 per poi essere definitivamente chiusa nel 1882.
Il termine "Sorbonne" viene anche usato per riferirsi all'edificio principale dell'Università di Parigi nel V arrondissement di Parigi, che ospita diverse facoltà create quando l'Università fu divisa in tredici università autonome nel 1970.